# The Harry Potter Lexicon

The Harry Potter Lexicon est une encyclopédie anglophone en ligne, créée en 2000 par des fans, et relative à la série Harry Potter. Sa version francophone est L'Encyclopédie Harry Potter (EHP), créée en 2004.

## Aperçu

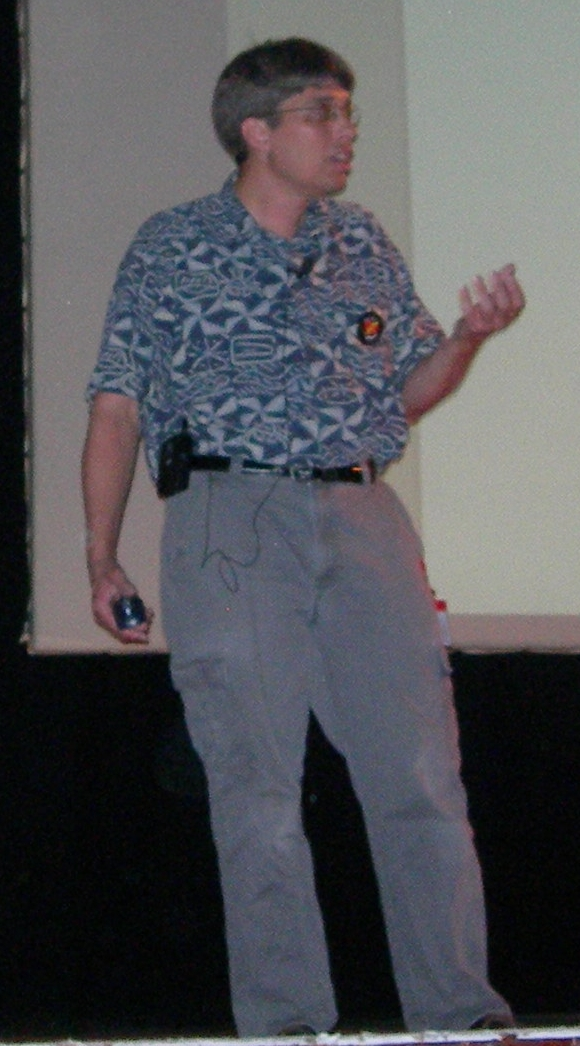
Steve Vander Ark, créateur du Harry Potter Lexicon, s'exprimant ici à la conférence Sectus à Londres en 2007.

Le site, dans sa version en langue anglaise, a été créé par Steve Vander Ark en 2000. Il contient des informations détaillées concernant les sept livres publiés de la saga Harry Potter. Le Lexicon liste personnages, lieux, créatures, sorts, potions, objets magiques mais analyse également la théorie magique et d'autres détails de la série de livres. On attribue aussi au Lexicon la création de l'une des premières chronologies de tous les événements se produisant dans l'univers Harry Potter. Une chronologie similaire a d'ailleurs été utilisée par Warner Bros. pour accompagner les DVDs des films Harry Potter, chronologie approuvée par l'auteure J.K. Rowling, la déclarant conforme à ses travaux.
Le Lexicon est un gagnant du prix du site fan de J.K. Rowling. Cette dernière a déclaré à propos du site :

« C'est un site tellement génial que je sais qu'il m'est arrivé de me glisser dans un cybercafé pendant que j'écrivais et de vérifier un fait plutôt que d'aller dans une librairie et d'acheter un exemplaire d'Harry Potter (ce qui est embarrassant). Un site web dangereusement obsédant : mon habitat naturel. »

## Procès
Le 31 octobre 2007, Warner Bros. et Rowling ont poursuivi en justice la maison d'édition RDR Books, basée dans le Michigan, afin de l'empêcher de poursuivre la publication du Lexicon de Vander Ark sous format papier. L'affaire a été portée devant une cour de l'état de New York, le 14 avril 2008. Bien que certaines sources aient affirmé que Vander Ark ait été directement mis en cause, il n'est cité dans l'accusation que la maison d'édition, RDR Books.
L'accusation déclare :

« Le livre contrevenant est particulièrement déconcertant en ce qu'il est directement préjudiciable à l'intention maintes fois répétée de Mme Rowling de publier ses propres livres complémentaires à la série de livres. »

Ce qui résulta de ce procès fut que le livre pouvait être publié mais pas dans sa version originelle. Une version modifiée du livre est finalement publiée en 2009. Cette affaire a été jugée au cours d'un "bench trial" (procès sans jury) à la New York Federal District Court (cour fédérale de district de New York) du juge Robert Patterson, le 14 avril 2008. L'équipe défendant RDR Books, à savoir, Lizbeth Hasse, professionnelle de San Francisco, du « Creative Industry Law Group », David Hammer, avocat indépendant de New York et le fair use project de la Stanford Law School (faculté de droit de Stanford), a répondu à l'accusation ainsi :

« En accord avec sa position, Mme Rowling semble revendiquer un monopole sur le droit de publier des guides de référence littéraire et d'autres recherches non-académiques, à propos de sa propre œuvre de fiction. C'est un droit qu'aucune cour n'a jamais reconnu. Cela serait peu recommandable. S'il devait être accepté, cela étendrait radicalement la portée de la protection offerte par le droit d'auteur et éliminerait un genre entier de compléments littéraires : des guides tiers de références de la fiction, qui depuis des siècles ont aidé les lecteurs à mieux accéder, comprendre et apprécier les travaux littéraires. »

Rowling a affirmé que ses efforts pour stopper la publication du Lexicon ont brisé sa créativité, et a dit ne pas être sûre d'avoir la volonté ou le cœur de publier à présent sa propre encyclopédie.
Le 8 septembre 2008, Rowling gagna son procès de droit d'auteur contre RDR Books. L'éditeur du Lexicon, RDR Books, a affirmé :

« Nous sommes encouragés par le fait que la cour a reconnu que de manière générale, les auteurs n'ont pas le droit de stopper la publication de manuels de référence ou de livres complémentaires à des œuvres littéraires. »

Le juge Patterson a statué que les documents de référence étaient généralement utiles au public mais que dans ce cas, Vander Ark était allé trop loin. Il a déclaré que  « alors que le Lexicon, sous sa forme actuelle, ne fait pas un usage raisonnable des œuvres Harry Potter, les œuvres de référence qui partagent le but du Lexicon d'aider les lecteurs de littérature, devraient de manière générale être encouragés plutôt que réprimés. « Il dit avoir statué en faveur de Mme Rowling car le « Lexicon s'approprie trop le travail original de Rowling dans ses fins de guide de référence ».

## Version imprimée
En décembre 2008, une version modifiée (et plus courte) du Lexicon de Vander Ark fut approuvée pour la publication et mise en vente à partir du 16 janvier 2009 sous le titre The Lexicon: An Unauthorized Guide to Harry Potter Fiction. Une version française est publiée en juin 2009 :
- Steve Vander Ark (trad. de l'anglais), L'Encyclopédie, Le guide complet non officiel de l'univers magique de Harry Potter, Outremont (Québec)/Escalquens, AlTerre inc., 2009, 371 p. (ISBN 978-2-923640-06-8)

## L'Encyclopédie Harry Potter(EHP)
L'Encyclopédie Harry Potter, abrégée EHP (Encyclopedie-hp.org), est la version francophone de The Harry Potter Lexicon. Elle est tenue par des fans depuis 2004 et hébergée par Poudlard.org. Le site est destiné à collecter les informations canoniques sur l'univers de Harry Potter. Se contentant à l'origine de traduire chaque page du Lexicon, le site s'en est progressivement émancipé pour acquérir un contenu lui étant propre. 
La traduction française du livre de Vander Ark a été réalisée (à la demande de ce dernier) par Quentin Lowagie, l'un des webmestres d'EHP.